# Burg Elbing
Die Burg Elbing war eine mittelalterliche Burg des Deutschen Ordens in Elbing, in der heutigen Woiwodschaft Ermland-Masuren.

## Geschichte

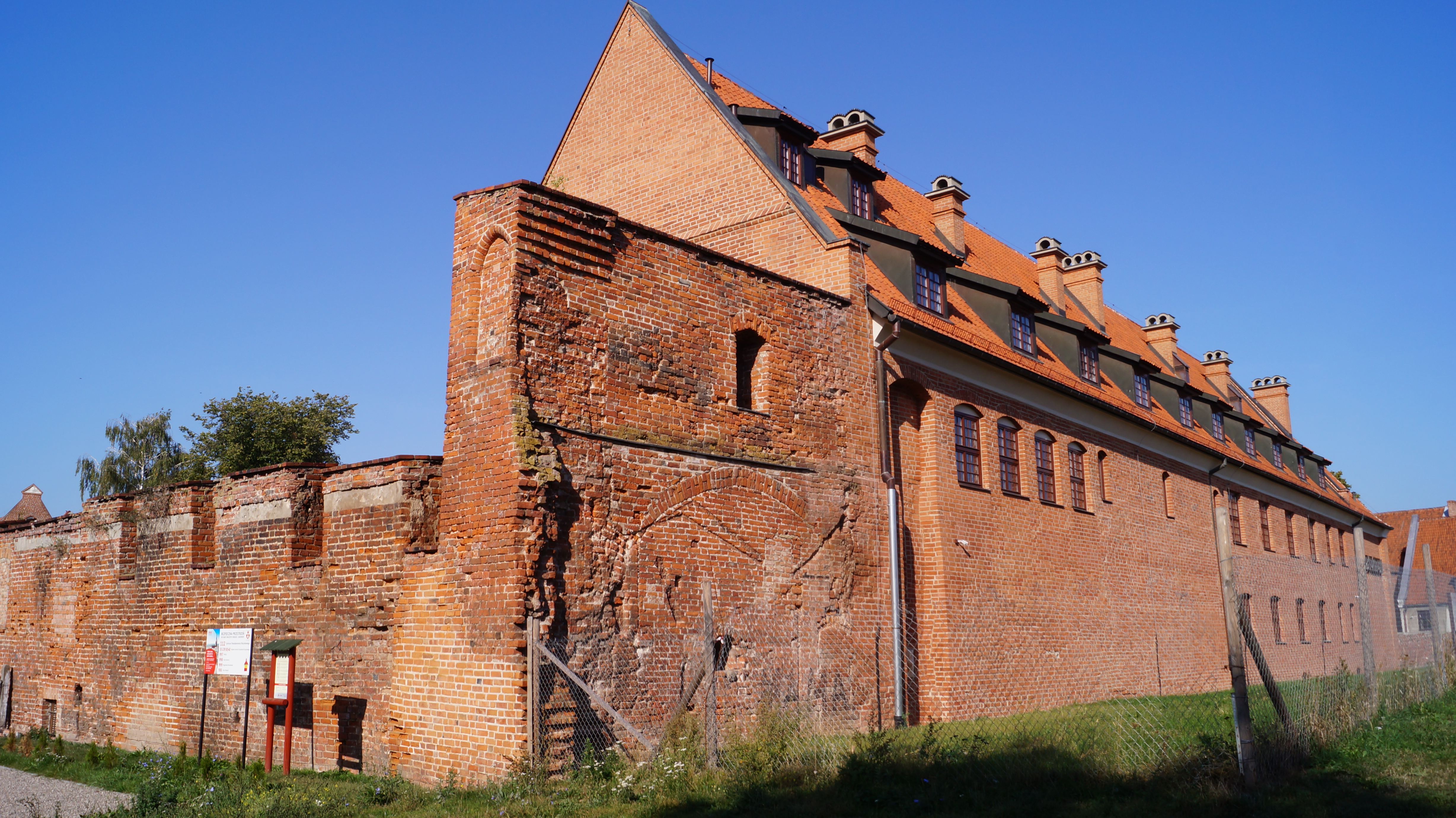
Reste der Burg Elbing, Nebengebäude

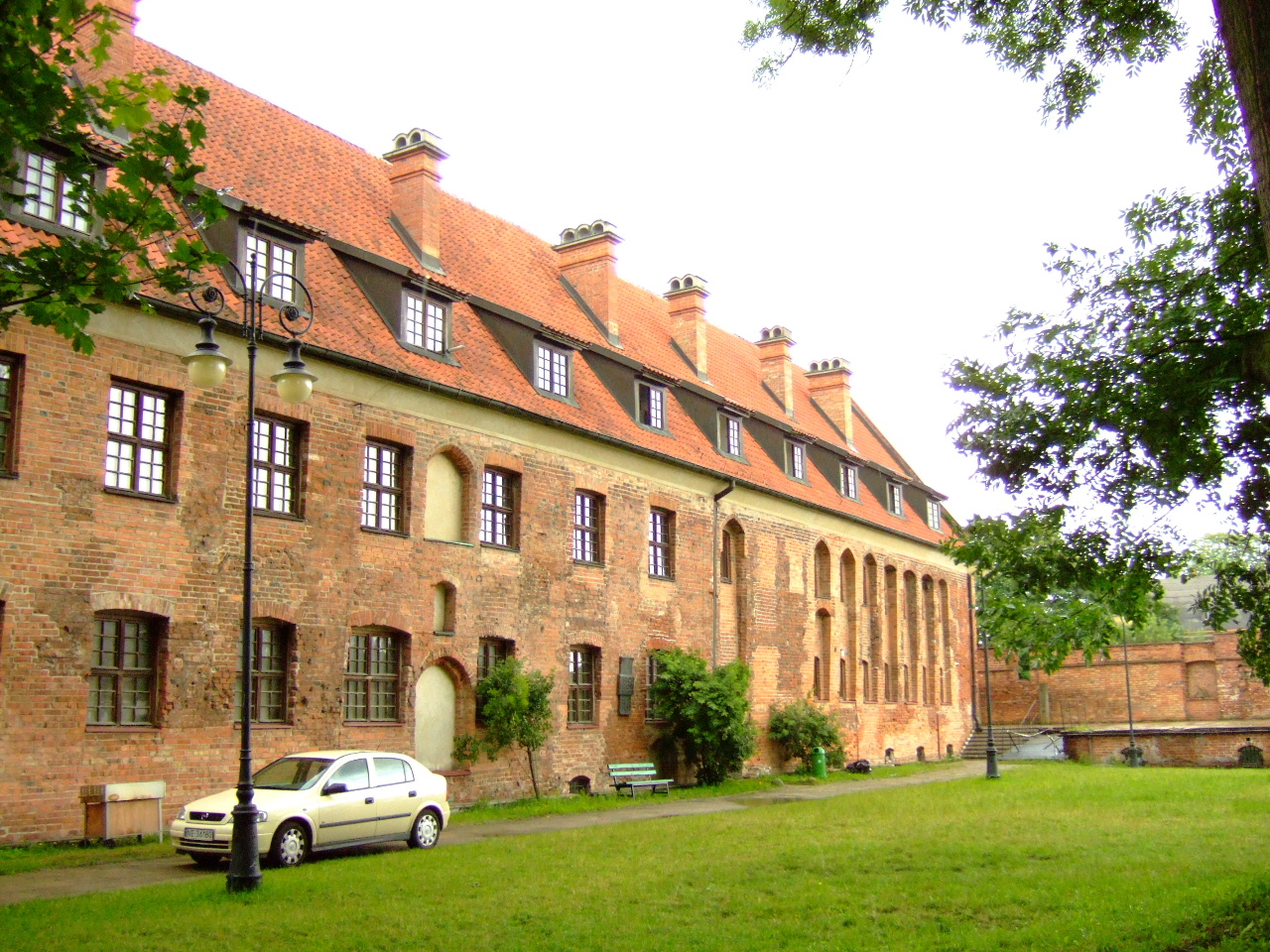
Vorderseite des heutigen Museums, Nebengebäude der Burganlage

Südlich der Stadt Elbing, nahe der Mündung des Flusses Kumiela in den Fluss Elbląg, wurde die Deutschordensburg erbaut, nach der Chronik von Nikolaus von Jeroschin im Jahre 1237. Sie galt zu jener Zeit als die mächtigste und schönste Ordensburg nach der Marienburg. Bis Hochmeister Siegfried von Feuchtwangen im September 1309 seinen Sitz in die Marienburg verlegte, diente die Burg Elbing als Verwaltungssitz des Deutschordensstaates und war der Versammlungsort des Ordenskapitels. Die Komturei Elbing war ab 1309 der Sitz des obersten Spittlers des Ordens.
1454 wurde die Burg im Zuge des Dreizehnjährigen Krieges durch den Preußischen Bund erobert und weitgehend zerstört.
In Nebengebäuden der Burganlage, die erhalten geblieben sind, befindet sich seit 1954 ein Museum.

## Galerie

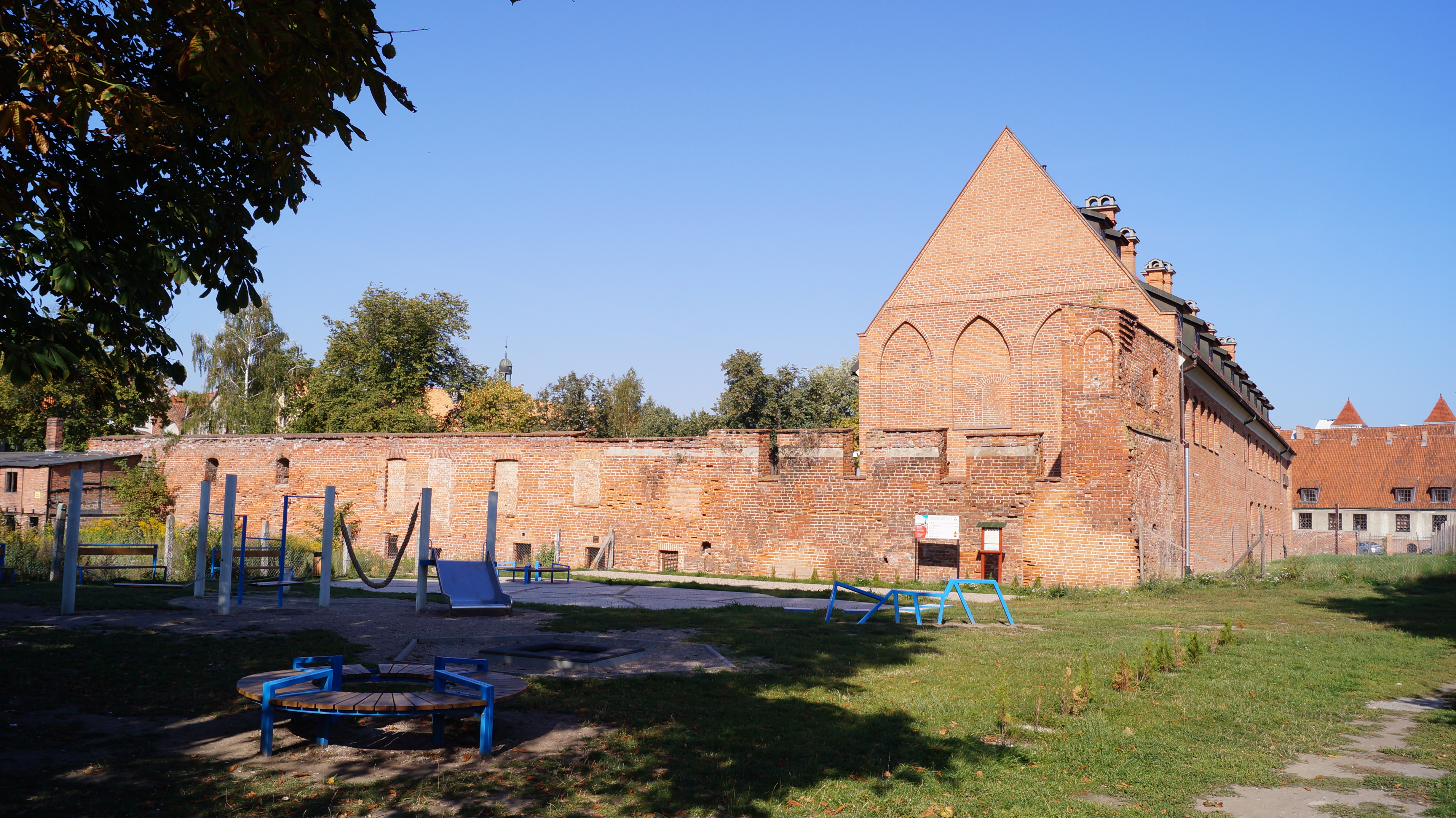
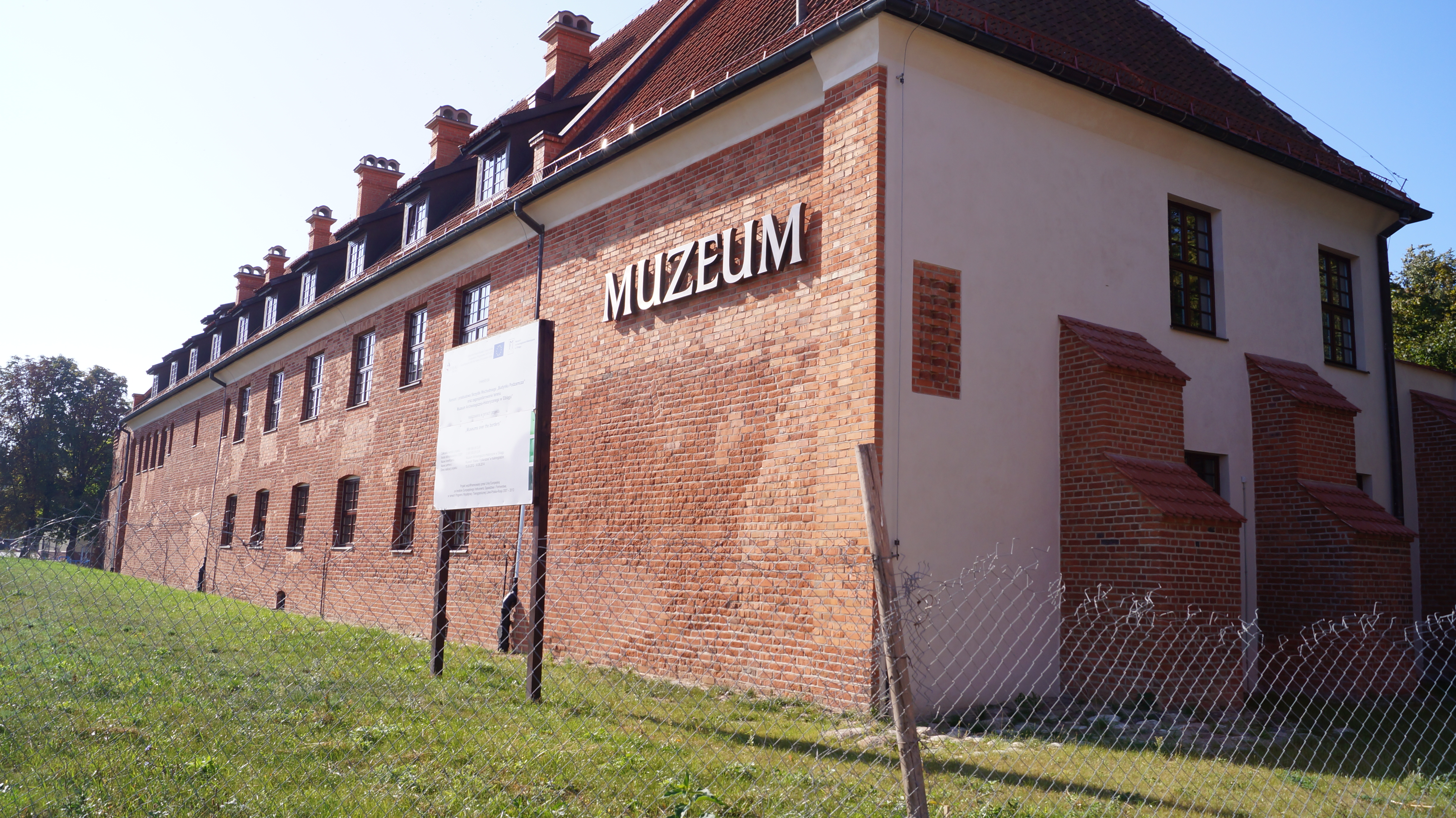
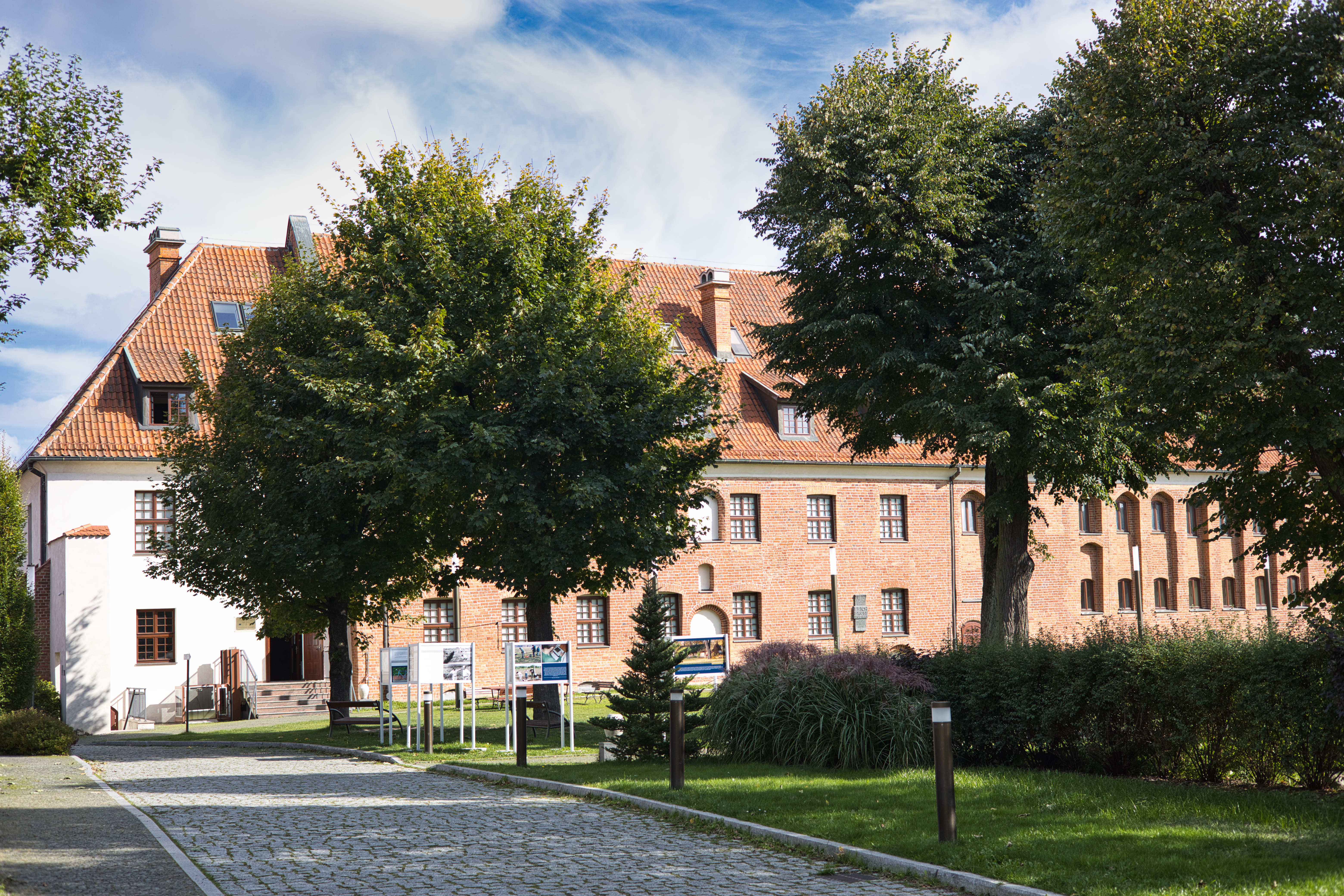
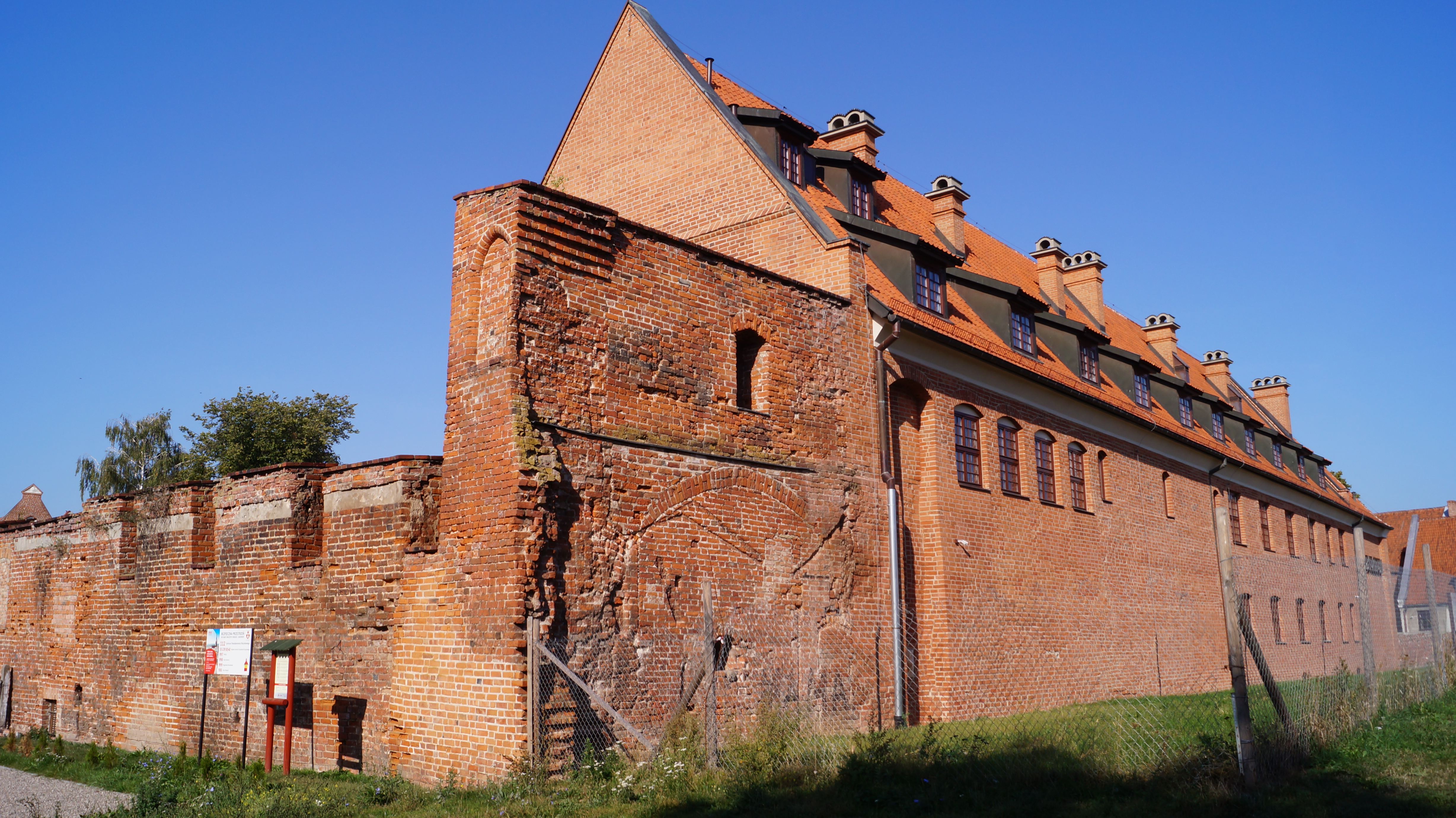
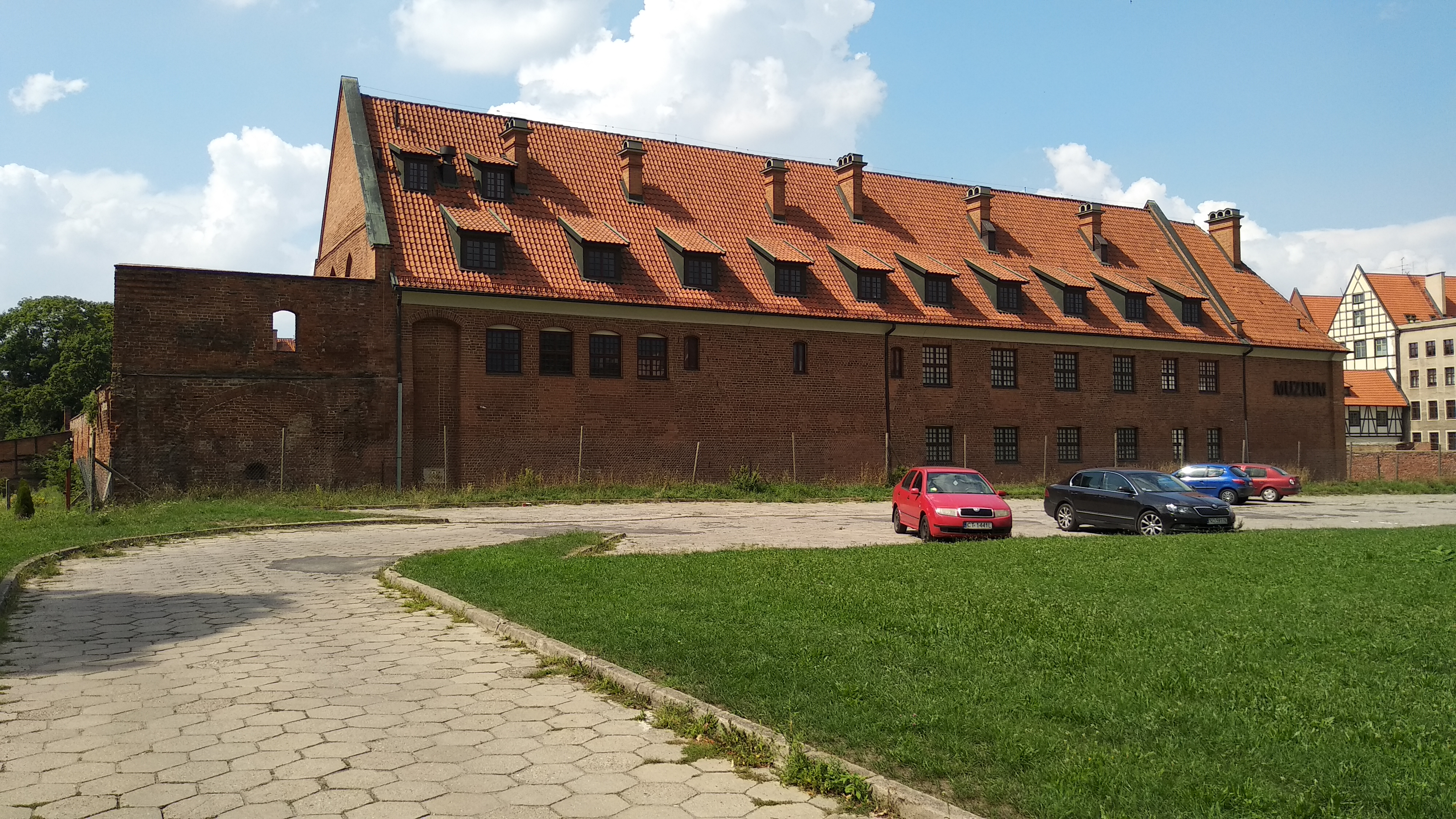